# جوردن هال
جوردن هال هو لاعب اللاكروس كندي، ولد في 31 أغسطس 1984 في سوري في كندا.